# シャープビル虐殺事件

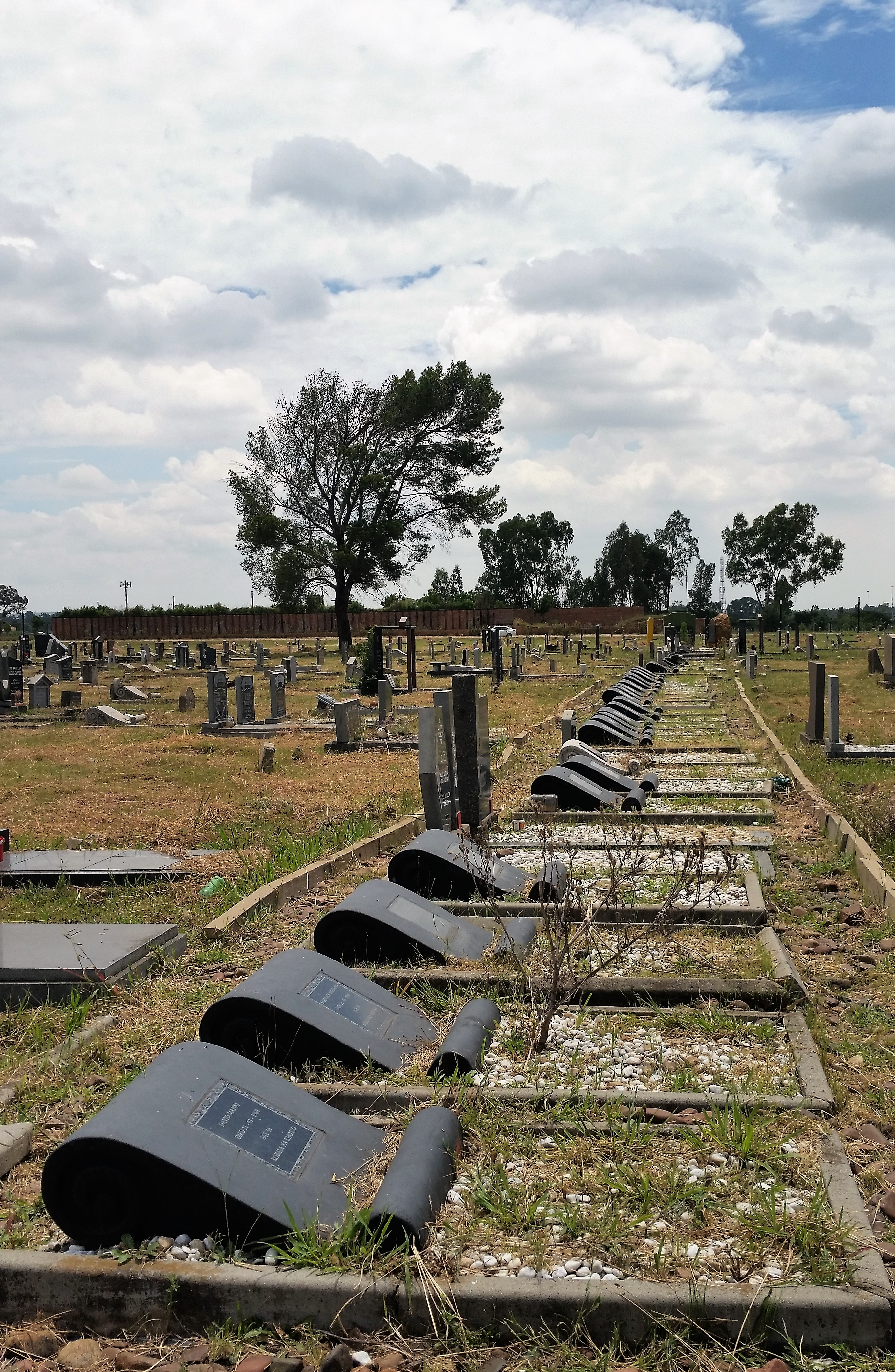
シャープビル虐殺犠牲者69人が眠る墓地

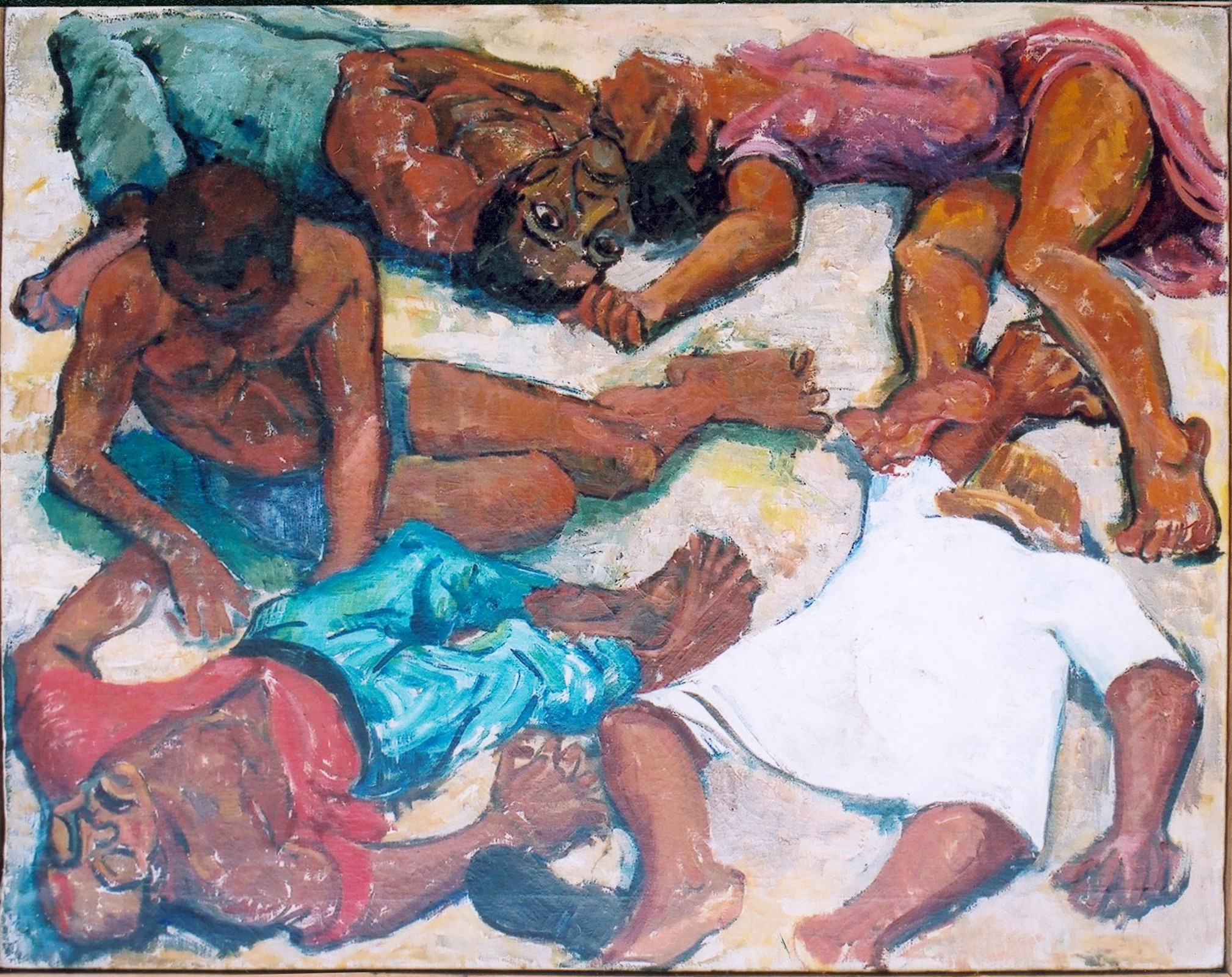
シャープビル虐殺を描いた絵

シャープビル虐殺事件（シャープビルぎゃくさつじけん、アフリカーンス語: Sharpeville-slagting、英語: Sharpeville massacre）は、1960年3月21日に南アフリカ連邦（のちの南アフリカ共和国）トランスバール州ヨハネスブルグ近郊のシャープビルで発生した虐殺事件である。

## 概要
アパルトヘイト政策を進める南アフリカ政府は、1952年にパス法を成立させ、国内（バントゥースタンを含む）に居住する18歳以上の男性黒人に身分証の携帯を義務付けた。政府はパス法を黒人女性にも適用し、白人との分離政策の強化を図った。
このような政府の方針に対して、アフリカ民族会議（ANC）はパス法に対する抗議活動を1960年3月31日に実施することを決定した。しかし、ANCに対抗するパン・アフリカニスト会議（PAC）は、ANCが主導権を握る抗議活動に反発し10日前の3月21日の実施を主張したが、賛同を得ることはできなかった。PACはこのため独自に抗議活動を実施することを決定した。
3月21日、午前10時頃にPACが組織した5,000～7,000人の群集は逮捕を覚悟で身分証を持たずにシャープビルの警察署前で抗議行動を開始した。警察官は群集に対して解散するように警告したが群集は解散しなかった。警察は抗議集団の最前線に装甲車を配備した。
午後1時15分頃、警察官は群集に対して発砲を開始し、69人が死亡、180人以上が負傷した。群集はパニック状態となり、周辺は騒乱状態に陥った。

## 反応
事件の結果、国中で黒人による抗議活動や暴動が頻発した。3月30日、政府は18,000人以上を拘留して、非常事態を宣言した。PACとANCの活動は禁止となった。1960年4月1日、国際社会は事件を重く見て、国連安全保障理事会は決議134を可決した。

## 現在
1966年の国連総会で、3月21日を国際人種差別撤廃デーとすることが決議された。南アフリカでは1994年以降、3月21日が「人権の日」となっている。1996年、大統領のネルソン・マンデラはシャープビルで新憲法の署名を行なった。
1998年、真実和解委員会（TRC）は警察による行動を「その過度の力での総体の人権侵害は非武装の人々の集いを止めるために不必要に使用された」と認定した。

## 事件をもとにした作品
アパルトヘイト政策の強化にともない、アレックス・ラ・グーマをはじめとして多くの黒人作家が検閲や発禁、自宅拘禁や投獄を受けた。事件は南アフリカの白人にも影響を与え、白人作家の中でも当局に協力せずに執筆をする者が増えた。このため政府は出版興行法（1963年）を制定して検閲を強化した。アフリカーナーの詩人イングリット・ヨンカーは詩集『煙と黄土』（1963年）で、ニャンガに住んでいて銃撃で死んだ子供を詩にうたった。ヨンカーの父である作家アブラハム・ヨンカーは検閲法の作成に関わっており、イングリットは父親と対立して自殺した。ナディン・ゴーディマは、小説『バーガーの娘』（1979年）で事件について書き、検閲で発禁処分を受けた。